# Charles Gordone

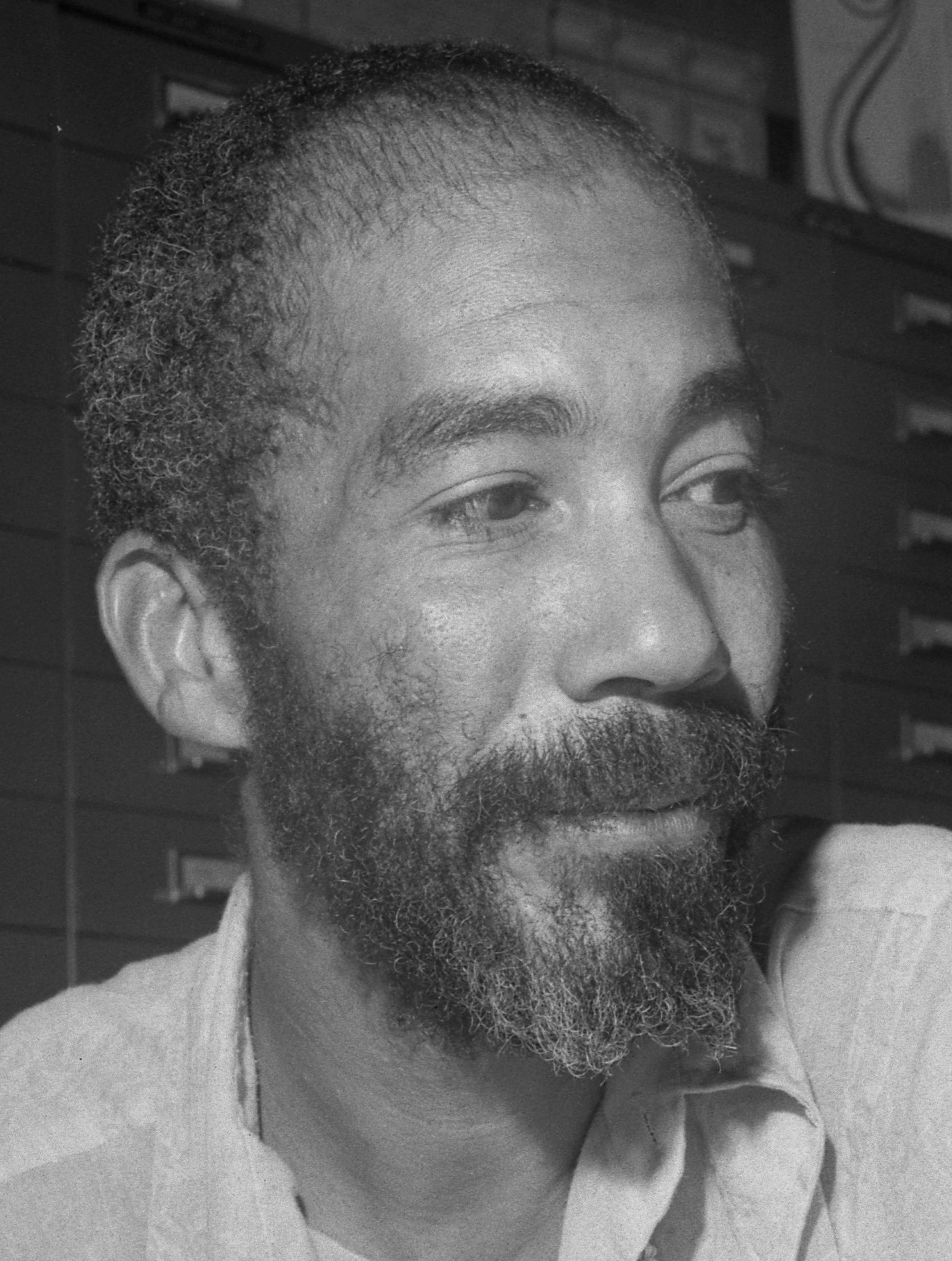
Charles Gordone (1970)

Charles Gordone (eigentlich: Charles Edward Fleming; * 12. Oktober 1925 in  Cleveland, Ohio; † 17. November 1995 in College Station, Texas) war ein US-amerikanischer Schauspieler und Dramatiker, der 1970 für sein Theaterstück No Place to be Somebody den Pulitzer-Preis für Theater erhielt und damit der erste afroamerikanische Dramatiker war, der mit dem Pulitzer-Preis ausgezeichnet wurde.

## Leben
Nach dem Schulbesuch studierte er am Los Angeles State College und schloss dieses Studium mit einem Bachelor of Arts (B.A.) ab. Nachdem er anschließend seinen Militärdienst in der US Air Force leistete, begann er als Theaterschauspieler zu arbeiten. Während dieser Zeit nahm der als Charles Edward Fleming geborene Gordone den Namen seines Stiefvaters William Gordon an, fügte diesem aber ein ‚e‘ zu, da es bereits einen gleichnamigen Schauspieler bei der Actors Equity gab, der Bühnenschauspielervereinigung von New York City. 1953 erhielt er den Obie Award für seine Darstellung in John Steinbecks Von Mäusen und Menschen.
Mitte der 1960er Jahre begann er seine Tätigkeit als Dramatiker mit seinem Debüt A Little More Light Around The Place und schrieb in der Folgezeit zahlreiche Theaterstücke, die die Rolle und die Situation von Afroamerikanern in der US-amerikanischen Gesellschaft zum Thema hatten. Seinen größten Erfolg hatte er bereits mit seinem zweiten Stück No Place to be Somebody, für das er 1970 mit dem Pulitzer-Preis für Theater ausgezeichnet wurde und somit der erste Afroamerikaner war, der diesen Preis verliehen bekam. Darüber hinaus erhielt er hierfür den Drama Desk Award. 1971 wurde er Mitglied der American Academy of Arts and Letters.
1975 spielt er die Rolle des Predigers ‚Preacher Fox‘ in Coonskin von Ralph Bakshi sowie 1987 an der Seite von Mickey Rourke und Robert De Niro den ‚Spider Simpson‘ in Angel Heart von Alan Parker.

## Dramen
- 1964: A Little More Light Around The Place
- 1969: No Place To Be Somebody
- 1969: Worl’s Champeen Lip Dansuh an’ Watah Mellon Jooglah
- 1970: Chumpanzee
- 1970: Gordone Is A Muthah
- 1970: Willy Bignigga
- 1974: Baba Chops
- 1976: The Last Chord
- 1976: Under The Boardwalk
- 1978: A Qualification For Anabiosis
- 1983: Anabiosis
- 1983: The Block

## Preise
- 1969 Drama Desk Award  – No Place to Be Somebody
- 1970 Pulitzer-Preis – No Place to Be Somebody
- 1970 Los Angeles Drama Critics Circle Award
- 1971 American Academy of Arts and Letters Award[1]